# يانغ كيونجونغ
يانغ كيونجونغ Yang Kyoungjong ((هانغل: 양경종)) (3 مارس 1920 - 7 أبريل 1992) هو جندي كوري حارب مع الجيش الإمبراطوري الياباني ثم الجيش الأحمر السوفياتي وأخيراً في الفيرماخت الألماني النازي. انضم يانغ إلى الجيش الإمبراطوري عندما كانت كوريا تحت سيطرة اليابان. في 1938، عندما كان عمرهُ 18 سنة، صار جنديا في جيشِ كوانتونغ من أجل القتال ضد الاتحاد السوفياتي في منشوريا. أُسِرَ في معركة خالخين غول التي انتهت بهزيمة اليابانيين، ونُقِلَ إلى معسكر اعتقال سوفياتي. أُدرِجَ في الجيش الأحمر لقتال النازيين في الحرب العالمية الثانية، واعتُـقِلَ في معركة خاركيف في أوكرانيا في 1943. بعدَ أن ضُمَّ للقوات النازية، نُقِلَ إلى فرنسا، التي كان هتلر قد احتلها.
أسَرته قوات الولايات المتحدة الأمريكية في النورماندي في 1944، ونُقِل إلى معتقل أسرى حرب في المملكة المتحدة. هاجرَ يانغ للولايات المتحدة فيما بعد، إلى أن توفيَ سنة 1992.

## الوجود وتحديد الهوية
اعتبر المؤلفان أنتوني بيفور وستيفن زالوجا وجود يانغ كيونغجونغ حقيقة، لكن كلا المؤلفين لم يقدما أي مصادر في كتبهما. خلص فيلم وثائقي كوري عبر نظام بث سول عام 2005 والذي ركز على قضيته إلى عدم وجود دليل مقنع على وجوده. غالبًا ما يتم ربط الرجل ذو الملامح الآسيوية في الصورة الشهيرة مع يانغ كيونجونغ ولكن لم يتم التحقق من هوية وعرق الأشخاص الموجودين في الصورة. مورغان يذهب إلى أبعد من ذلك ويقول إن "يانغ كيونغجونغ هو شخص لم يوجد أبدًا لأنه بالتأكيد لم يترك لنا أي دليل على وجوده على الإطلاق."
بعد غزو النورماندي في يوم الإنزال، تم التقاط صورة لرجل مجهول الهوية يرتدي ملابس الفيرماخت أثناء معالجته كأسير حرب. التسمية التوضيحية الرسمية لا تذكر اسمه، وبدلاً من ذلك تشير إليه على أنه "شاب ياباني". يشير الوصف الحالي الموجود في الأرشيف الوطني الأمريكي إليه على أنه "شاب ياباني". في كتاب 1994 D-Day، 6 June 1944: The Climactic Battle of World War II، كتب المؤرخ ستيفن إي أمبروز عن مقابلة مع بروير، حيث روى بروير القبض على أربعة كوريين يرتدون زي الفيرماخت. كتب أمبروز أنه "يبدو أنه تم تجنيدهم في الجيش الياباني في عام 1938 (وكانت كوريا وقتها مستعمرة يابانية) واستولى عليها الجيش الأحمر في المعارك الحدودية مع اليابان عام 1939، وأجبروا على الالتحاق بالجيش الأحمر الياباني، واستولى عليها الفيرماخت في ديسمبر 1941 خارج موسكو، وأجبر على الانضمام إلى الجيش الألماني، وأرسل إلى فرنسا". ويشير أيضًا إلى أن مصيرهم الآخر لم يكن معروفًا، لكنه توقع أنه من المحتمل أن يتم إعادتهم إلى كوريا وقاتلوا في الحرب الكورية. ومع ذلك، لم يكن حساب بروير مرتبطًا بالصورة المذكورة أعلاه.
عام 2002، تم نشر رواية بروير في وسائل الإعلام الكورية. وبحلول عام 2004، ارتبطت الصورة بحساب بروير وتم تداولها على الإنترنت. في نفس العام، نشر موقع الأخبار الكوري DKB News تقريرًا عن الصورة، التي قيل إنها موجودة على "موقع ويب مجتمعي"، وروى مرة أخرى قصة بروير. وقدم أحد قراء DKB News تفاصيل السيرة الذاتية للجندي الموجود في الصورة، بما في ذلك اسمه وتاريخ ميلاده وأسره وإطلاق سراحه ووفاته، إلى جانب مستوطنته في إلينوي بعد الحرب. ومع ذلك، وعلى الرغم من طلب الصحفي الحصول على مصادر، إلا أنه لم يتم توفير أي منها. وأشار المقال أيضًا إلى أنه من المستحيل تحديد ما إذا كان الشخص الموجود في الصورة هو يانغ، نظرًا لوجود أربعة كوريين وصفهم بروير. وفي ديسمبر 2005، ورداً على الصورة التي انتشرت على نطاق واسع على شبكة الإنترنت، بثت هيئة الإذاعة في سيول فيلماً وثائقياً عن وجود الجنود الآسيويين الذين خدموا ألمانيا النازية وتم أسرهم من قبل قوات الحلفاء. وخلص الفيلم الوثائقي إلى أنه على الرغم من وجود جنود آسيويين في الجيش الألماني خلال الحرب العالمية الثانية، إلا أنه لا يوجد دليل واضح على وجود يانغ كيونغجونغ.
ولا تزال هوية الرجل مصدرا للتكهنات. يعتقد المؤلف مارتن مورغان أن الرجل ليس يانغ كيونغجونغ، بل هو عرق جورجيون من الكتيبة الجورجية 795، التي كانت تتألف من قوات أوستتروبن الجورجية.

## انظر ايضا
- لاوري تورني
- جوزيف بيرل